# Eliasfriedhof

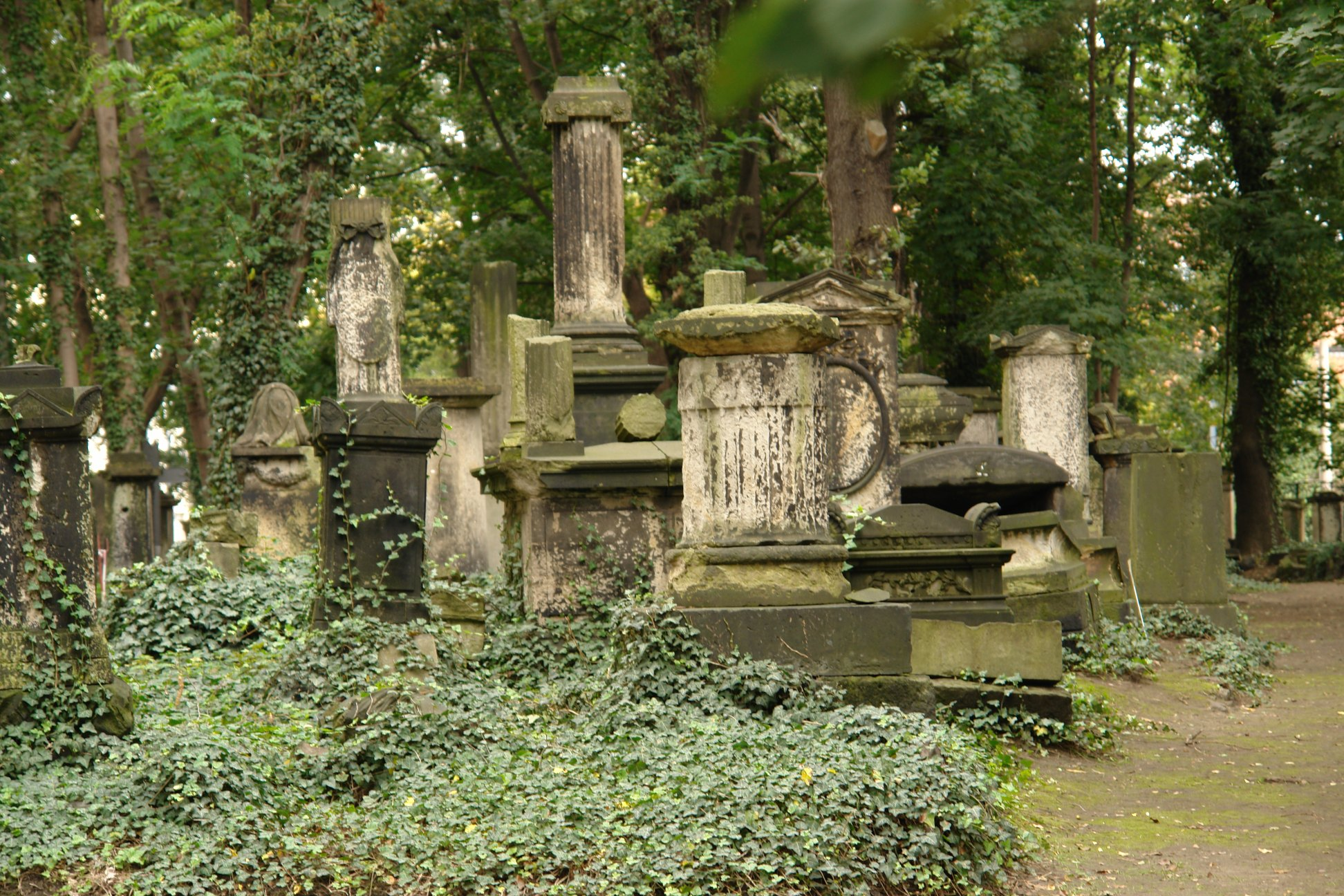
Eliasfriedhof

O Eliasfriedhof é um cemitério de Dresden considerado o mais significativo cemitério de importância histórico-cultural da cidade. Fechado para sepultamentos desde 1876 e com acesso restrito desde 1928 por questões gerais de segurança, está tombado como patrimônio histórico.

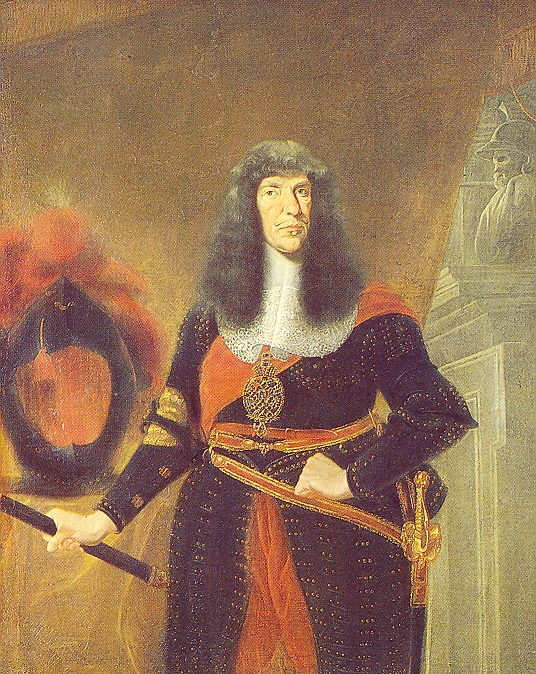
Johann Georg II. ordenou em 1680 a construção do Cemitério da Peste

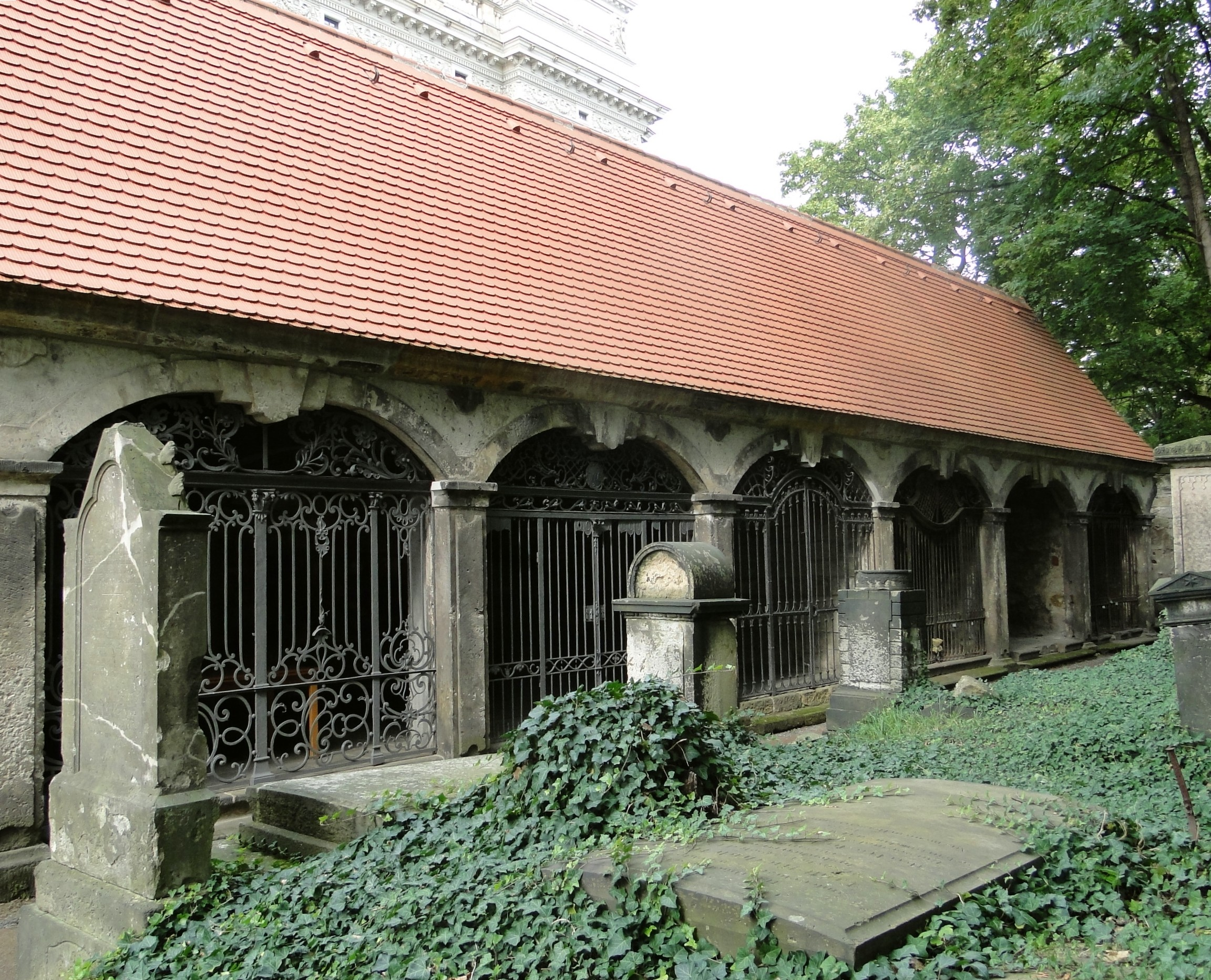
Parte restaurada

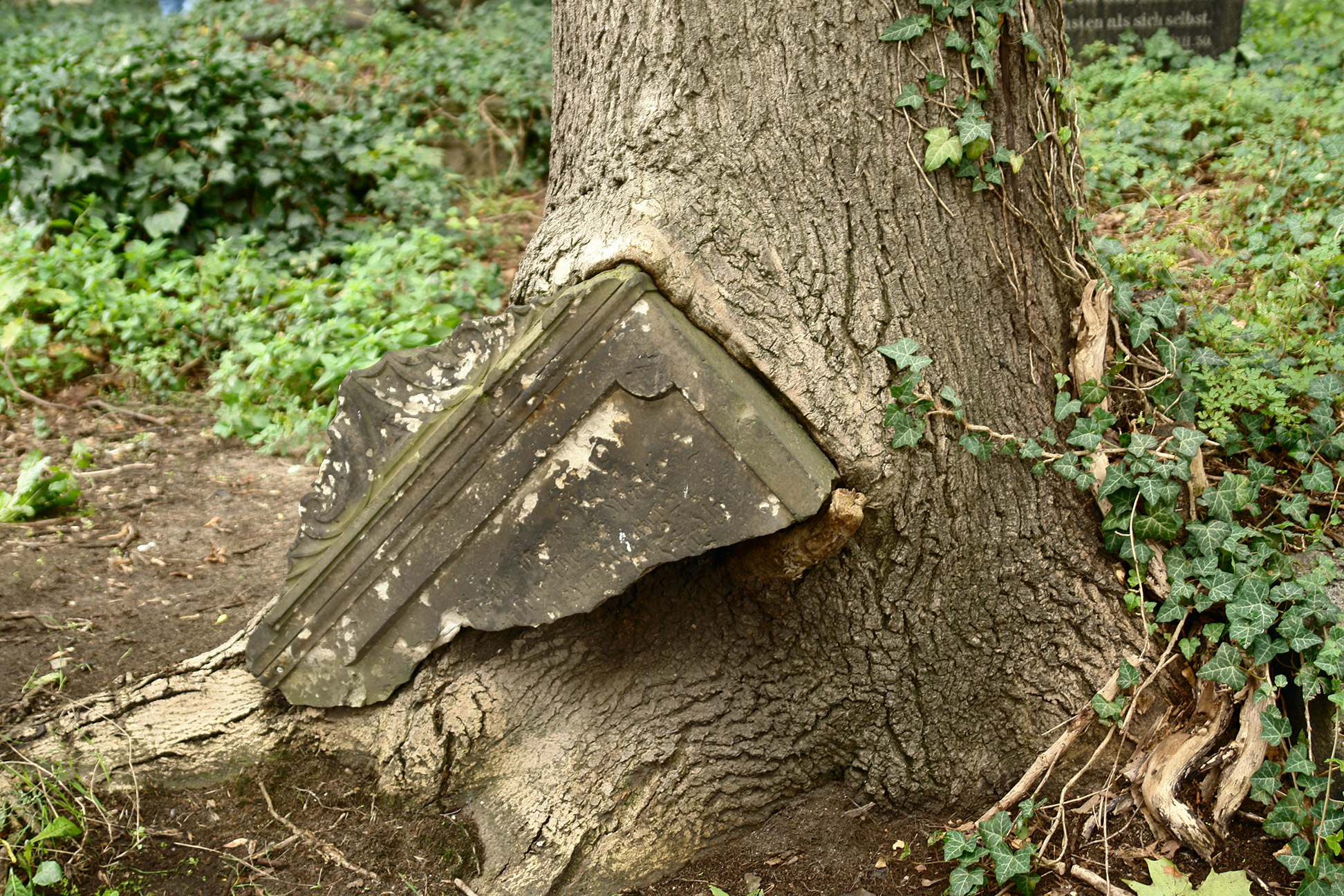
Placa sepulcral destruída por raízes

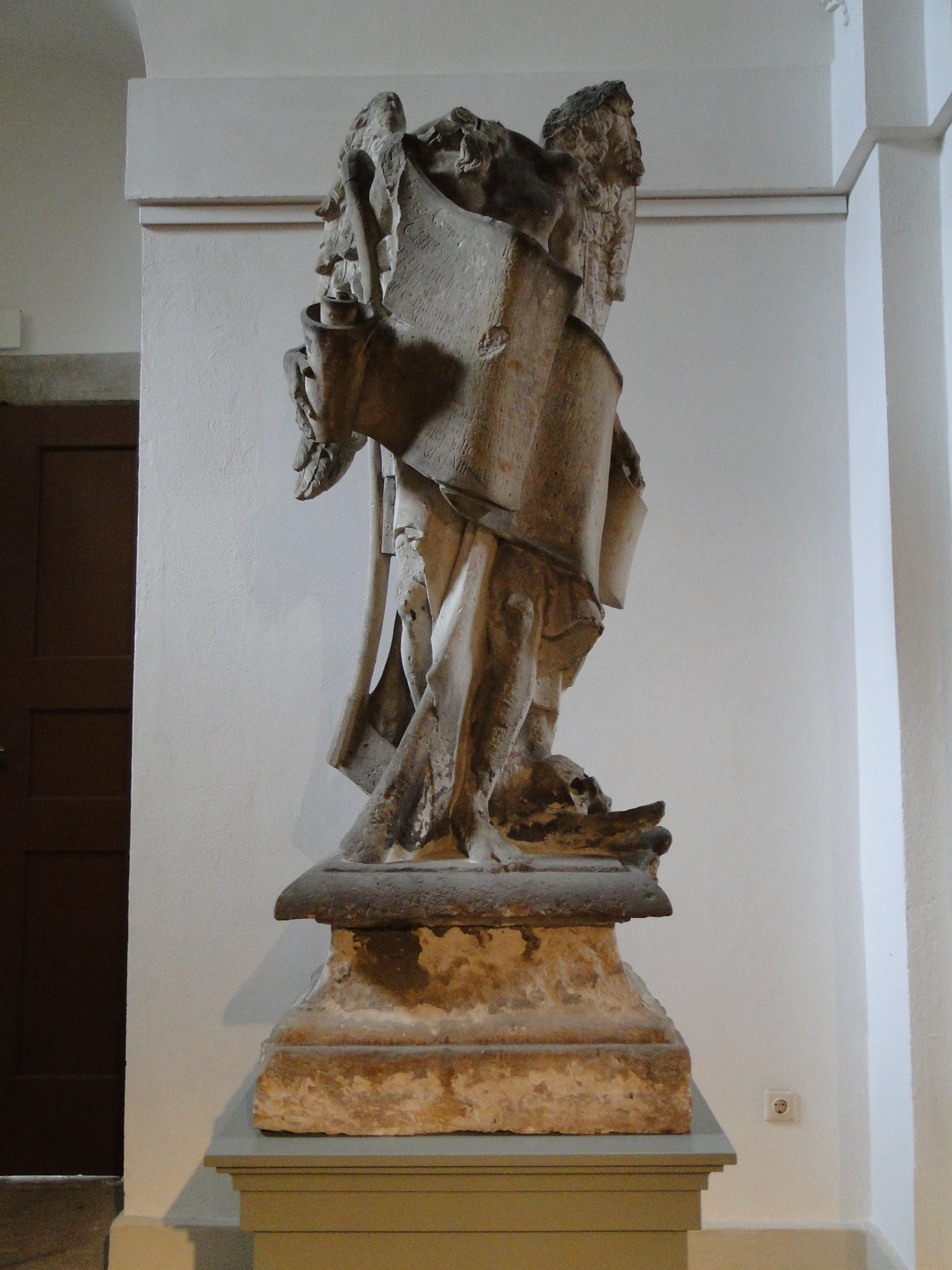
Sepultura da família Weinlig

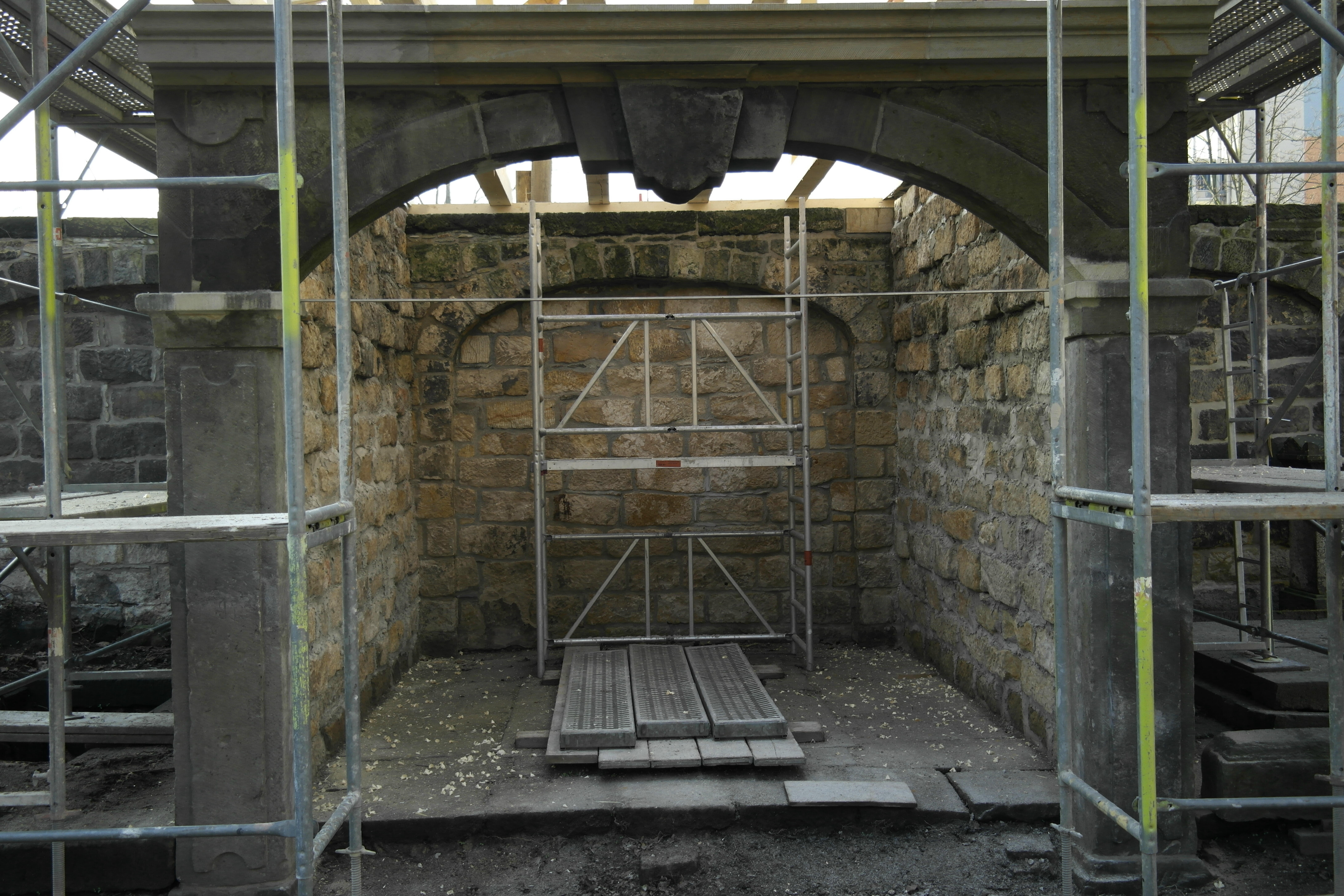
Reconstrução em dezembro de 2015

## Sepultamentos

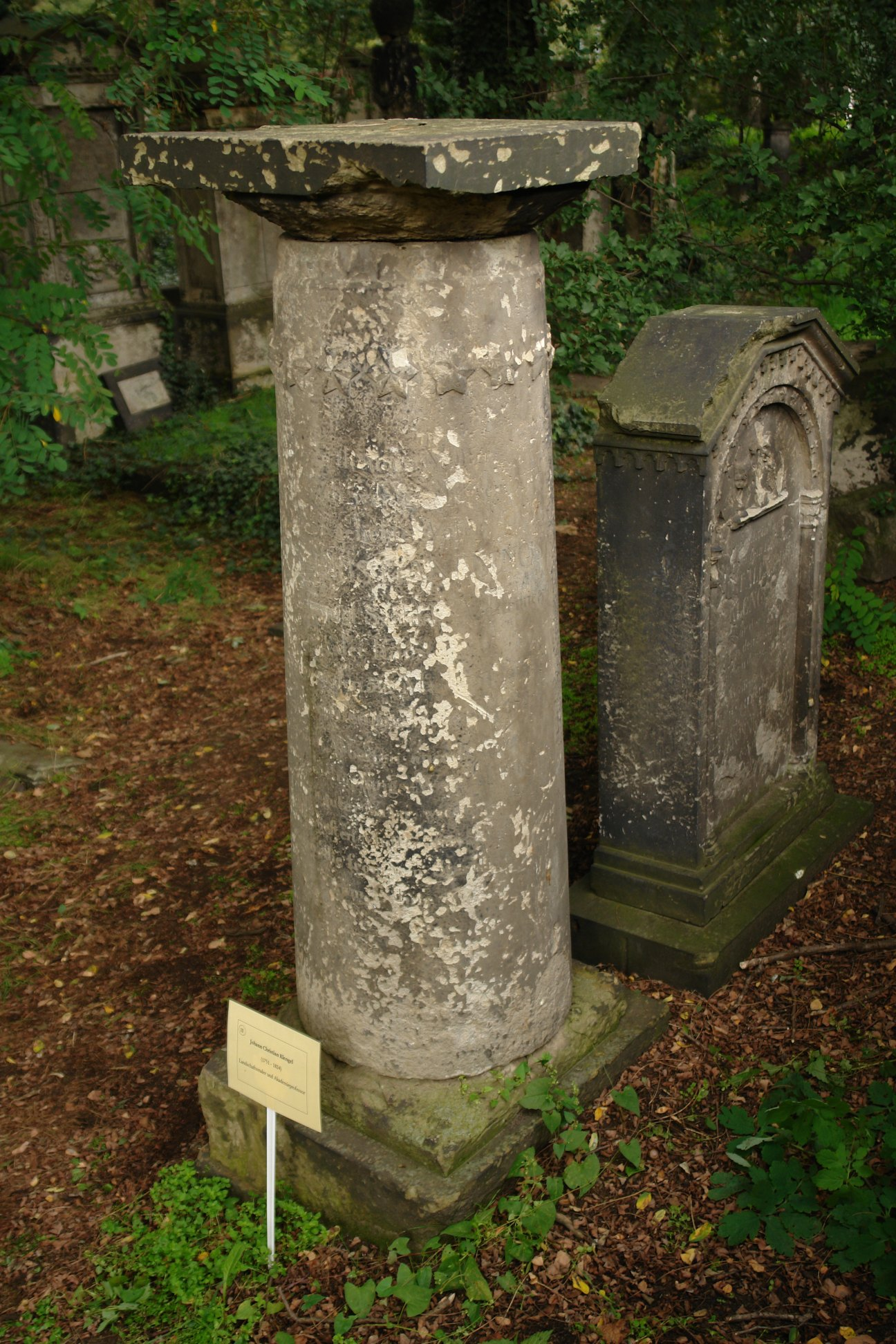
Sepultura de Johann Christian Klengel (frente) e August Alexander Klengel

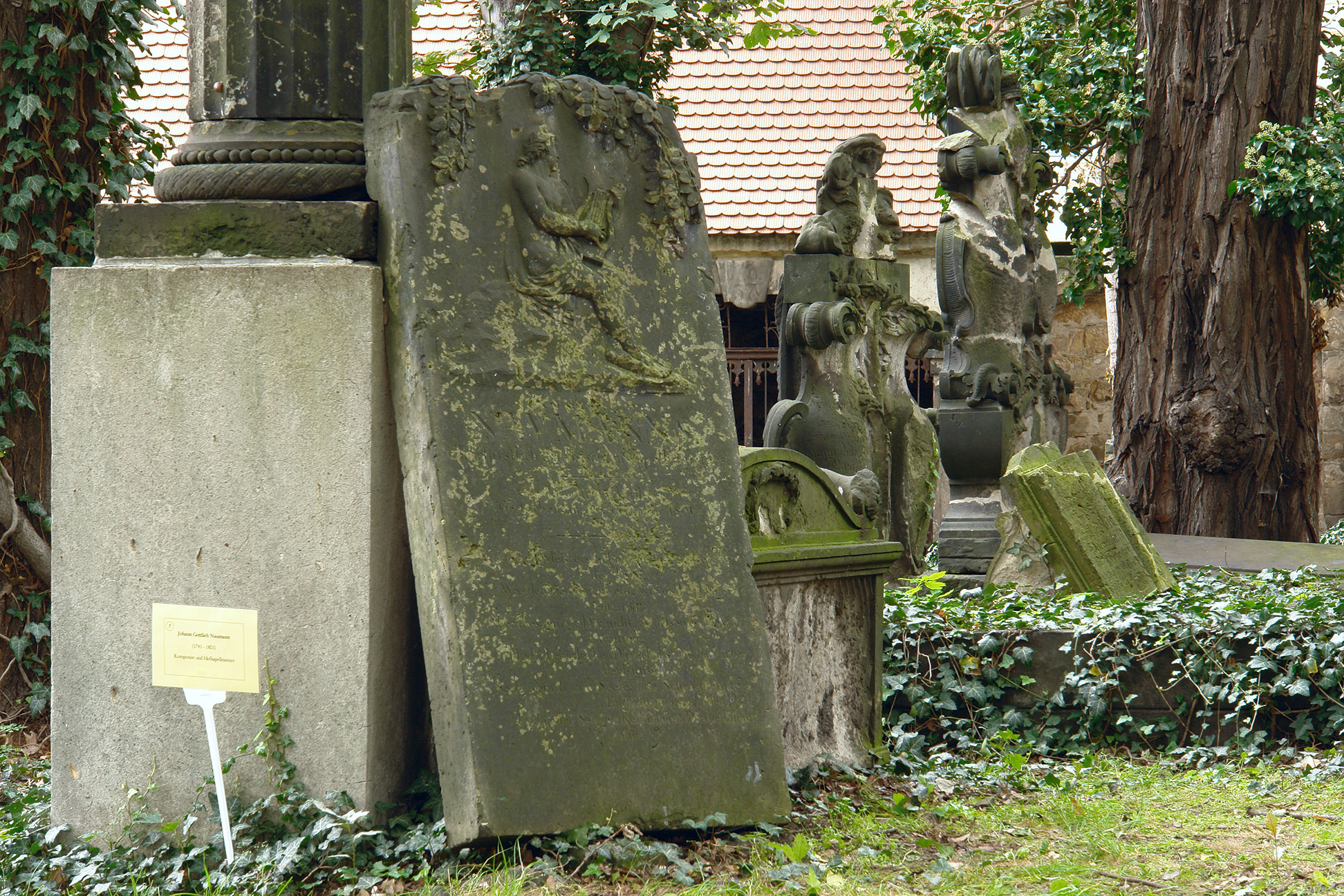
Sepultura de Johann Gottlieb Naumann

- August von Ammon (1799–1861), oftalmologista, localização: B4-14
- Christoph von Ammon (1766–1850), teólogo evangélico, localização: B4-15
- Ernst Ehrenfried Blochmann (1789–1862), fundador da Blochmannsche Druckerei, localização: S80 (desde 1948 ão mais existente)
- Carl August Böttiger (1760–1835), escritor e pedagogo, localização: C7-36
- Johan Christian Clausen Dahl (1788–1857), pintor norueguês, restos mortais trasladados em 1934 para Bergen, antiga localização: A21-14
- Ernst Theodor Echtermeyer (1805–1844), escritor e historiador da literatura, localização: C8-27
- Johann August Giesel (1751–1822), arquiteto, localização: C2-1
- Justus Friedrich Güntz (1801–1875), redator e filantropo, Grufthaus 11
- Peter Karl Wilhelm von Hohenthal (1754–1825), jurista, localização: C9-2
- Johann Christian Kirchner (1691–1732), escultor, localização: A27-14, seit 1987 im Palais im Großen Garten
- August Alexander Klengel (1783–1852), compositor, localização: A2-4
- Johann Christian Klengel (1751–1824), pintor, localização: A2-3
- Johann Gottlieb Kotte (1797–1857), trompetista, localização: A22-15
- Wilhelm Gotthelf Lohrmann (1796–1840), geodesista e topógrafo, localização: D22-2
- Carl Christian Meinhold (1740–1827), impressor de livros, localização: D9-2
- Johann Gottlieb Morgenstern (1687–1763), músico, localização: Grufthaus 29
- Johann Gottlieb Naumann (1741–1801), compositor, localização: D5-6
- Ludwig Ferdinand Pauli (1793–1841), ator, localização: B15-2
- Traugott Leberecht Pochmann (1762–1830), pintor, localização: B18-14
- Franz Volkmar Reinhard (1753–1812), teólogo evangélico, localização: C9-3, 1825 vom Johanniskirchhof übergeführt
- Johanne Justine Renner (1763–1856), conhecido como "Gustel von Blasewitz", localização: D10-1
- Johann Christian Schöttgen (1687–1751), pedagogo e historiador, localização desconhecida[3][4]
- Carl Christian Seltenreich (1765–1836), teólogo evangélico, localização: S114
- Gottlob Friedrich Thormeyer (1775–1842), arquiteto, localização: C5-32
- Karl Christian Tittmann (1744–1820), superintendente, Ratsgruft
- Karl August Tittmann (1775–1834), jurista, Ratsgruft
- Johann August Tittmann (1774–1840), médico e botânico, localização: A12-21
- Friedrich Wilhelm Tittmann (1784–1864), arquivista, Ratsgruft
- Christian Heinrich Voigt (1727–1792), joalheiro, Grufthaus 28
- Christoph Theodosius Walther (1699–1741), religioso, localização: A31-20
- Christian Ehregott Weinlig (1743–1813), compositor, Grufthaus 37
- Christian Traugott Weinlig (1739–1799), arquiteto, Grufthaus 37
- Eduard Zeis (1807–1868), cirurgião, localização: C5-42
- Johann Gottlieb Zillmann (1786–1846), músico, localização: S92